# HMS Blanche (1786)
Pour les autres navires du même nom, voir HMS Blanche.
La HMS Blanche est une frégate de cinquième rang portant 32 canons lancée par la Royal Navy en 1786. Elles capture plusieurs navires français, parmi lesquels la frégate Pique, avant de participer aux combats en mer Méditerranée. Elle est convertie en transport de troupes avant de s'échouer en 1799.